# Darío Yazbek Bernal
Darío Yazbek Bernal est un acteur mexicain né le 30 novembre 1990, connu pour avoir joué le rôle de Julián dans la série Netflix La casa de las flores.

## Enfance
Dario Yazbek est le fils de Sergio Yazbek et de Patricia Bernal. Sa sœur est l'actrice Tamara Yazbek Bernal et son demi-frère est l'acteur Gael García Bernal. Il a vite commencé à jouer de la comédie.

## Filmographie
| Année     | Film/série                                  | Rôle              | Remarques               |
| --------- | ------------------------------------------- | ----------------- | ----------------------- |
| 2009      | Daniel y Ana                                | Daniel Torres     | [ 1 ]                   |
| 2010      | Dead Happy                                  | The Boy           | short                   |
| 2014      | Todo se puede (Everything is Possible)      | Dario             | short                   |
| 2016      | Sangre Alba                                 |                   | short                   |
| 2017      | Los Paisajes                                | Pablo             | also associate producer |
| 2017      | Les Filles d'Avril                          | -                 | assistant director      |
| 2018      | El candidato Rayo (The Lightning Candidate) | Carlos Márquez    | TV                      |
| 2018      | The Morphable Man                           | Adio              | short                   |
| 2018      | MexcamGirlz                                 | Pablito           | TV                      |
| 2018–2020 | La casa de las flores                       | Julián de la Mora | TV                      |
| 2019      | Unas Ruinas                                 | Daniel            | short                   |
| 2020      | Crime Diaries: The Search (en)              | Alberto Bazbaz    | Netflix                 |
| 2020      | Nuevo Orden                                 | Alan              | Film                    |
| 2021      | The House of Flowers: The Movie (en)        | Julián de la Mora | Film                    |